# Матиевская, Елена Геннадьевна
Еле́на Генна́дьевна Матие́вская (в девичестве — Брати́шко, род. 8 марта 1961, Минск) — советская гребчиха, серебряный призёр Олимпийских игр. Заслуженный мастер спорта СССР (1982).

## Карьера
На Олимпиаде в Москве в составе парной четвёрки с рулевым выиграла серебряную медаль. Тренер — Валентина Калегина.